# Екатерина Петровна Ольденбургская
Принцесса Екатерина Фредерика Паулина (Екатерина Петровна; 9 сентября 1846, Санкт-Петербург — 11 июня 1866, Römerbad, Австрия) — дочь принца Петра Георга Ольденбургского и принцессы Терезии Нассауской, правнучка императора Павла I. Несостоявшаяся  невеста цесаревича Николая, старшего сына императора Александра II.

## Биография
Внучка великой княгини Екатерины Павловны, двоюродная сестра румынской королевы Елизаветы. Получила прекрасное образование, была начитанной и патриотичной девушкой, говорила на нескольких языках, писала, говорила и читала на русском языке, увлекалась русской историей и литературой, особенно Лермонтовым, Пушкиным, Тургеневым. Проводила много времени на приморской усадьбе в Петергофе.
О ней неоднократно писал в своих мемуарах её друг граф Сергей Дмитриевич Шереметев. Граф вспоминал, что Екатерина Петровна любила его как брата и близкого друга, но о его влюбленности в принцессу ходили слухи, которые попали даже в заграничную прессу, из-за чего Шереметеву через шефа жандармов не разрешили навестить семью Ольденбургских за границей, когда Екатерина Петровна была уже смертельно больна. Хотя до этого граф, который был принят в семье Ольденбургских как родной, неоднократно сопровождал их в путешествиях. Шереметев описывал ее как веселую и остроумную особу, но при этом подмечал и свойственную ей склонность к серьезным размышлениям и мечтательности. 
Императрица Мария Александровна собиралась женить старшего сына наследника Николая Александровича на принцессе, которая приходилась ему троюродной сестрою. Переговоры о браке продолжались долго, императрица намерена была забрать Екатерину к себе во дворец. Против этого была ее мать, которая не терпела императрицу и отказала ей. По словам Шереметева, Тереза Васильевна не отличалась нежным чувством к дочери, ее любимцем был старший сын Николай, в отношениях матери и дочери не было искренности. Екатерина Петровна очень тяжело переживала эту ситуацию. Она искренне и страстно полюбила цесаревича и сильно привязалась к нему, у них было много общего:

 Она была с ним откровенна, делилась с ним своими заботами и житейскими тревогами, к которым рано привыкла, он  привлечен был к ней: старался ей помочь и утешить её в трудном её семейном положении, он принимал в ней искреннее участие.
Его смерть в апреле 1865 года в Ницце была последним ударом от которого Екатерина Петровна уже не оправилась. Её затяжную и мучительную болезнь Шереметев изобразил как самоубийство. «Когда-то цесаревич  Николай Александрович подарил ей бирюзовый перстень, она с ним никогда не разлучалась. В завещательном письме своем она этот перстень оставила мне», — вспоминал  Шереметев.
На самом деле у Екатерины Петровны вследствие простуды после перенесенной кори развилась чахотка. Врачи предписали ей мягкий климат. Отец отвез её в Венецию, но уже ничто не могло восстановить её здоровья. Она умерла летом 1866 года в Австрии, в Штирии Ремербаде. Тело её было перевезено в Россию и похоронено в семейной усыпальнице Ольденбургских в Сергиевой Приморской пустыни в Стрельне. «Похоронили её близ дорогого ей Финского взморья; белая мраморная плита и такой же крест на ее могиле. Она вся в зелени зиму и лето. На могиле надписи текстов, вписанных по ее завещанию».
В 1917–1918 годах усыпальница Ольденбургских была разграблена и уничтожена. Массированное уничтожение кладбища началось в 1930-е годы, кладбище сровняли с землей, но уничтожить его окончательно помешала начавшаяся война. Наибольшие разрушения пришлись на 1960-е годы. Через много лет на территории возрождающегося монастыря была установлена (1998) мемориальная плита с именами погребенных там восьми членов семьи принцев Ольденбургских. К 200-летию принца П. Г. Ольденбургского рядом с плитой установлен (2012) бюст работы скульптора С. В. Иванова.